# The Lighthouse (Oper)
The Lighthouse (dt.: Der Leuchtturm) ist eine Kammeroper in einem Prolog und einem Akt von Peter Maxwell Davies auf ein eigenes Libretto. Sie wurde am 2. September 1980 im Moray House Gymnasium in Edinburgh uraufgeführt.

## Handlung
Die Vorlage der Handlung ist eine wahre Geschichte aus dem Jahr 1900. Auf der Hauptinsel der Flannan Isles, dem Eilean Mòr, verschwanden auf mysteriöse Weise drei Leuchtturmwärter. Die Besatzung des Versorgungsschiffs „Hesperus“ fand am 26. Dezember zwar eine Leuchtanlage in einwandfreiem Zustand vor, jedoch keine Spur der Wärter. Deren Schicksal konnte nie geklärt werden und führte in der Öffentlichkeit zu zahlreichen Spekulationen wissenschaftlicher oder mystischer Art.

### Prolog: „The Court of Enquiry“ – Das Untersuchungsgericht
Nachdem die Besatzung des Leuchtturms auf der Insel Fladda auf mysteriöse Weise verschwunden ist, versucht ein Gericht, die Hintergründe zu ergründen. Ein Hornsolo stellt wortlos verschiedene Fragen an die drei Offiziere des Versorgungsschiffs, deren Antworten durch Rückblenden vom Schiff und vom Leuchtturm szenisch dargestellt werden. Der erste Offizier erzählt von einer plötzlich aufgetretenen Strömung, durch die die Besatzung Mühe hatte, zur Insel zu gelangen. Urplötzlich trat Stille ein. Der erste Offizier vermeinte achtern Lichter von Schiffen zu erblicken, die aber keiner der anderen sehen konnte. Nebelhörner schienen für jeden von ihnen von einer anderen Seite zu kommen. Allmählich wurde durch den zuvor undurchdringlich scheinenden Nebel der Leuchtturm sichtbar. Jeder der Offiziere vermeinte an anderer Stelle je drei schwarze Fabelwesen unterschiedlicher Art zu sehen. Sie stiegen langsam die Stufen hinauf und betraten die Stube, in der sie nur Ratten vorfanden. Der Tisch war jedoch gedeckt und sauber. Nur ein Stuhl war umgeworfen und eine Tasse zerbrochen. Vermutlich war der Wärter in Eile aufgesprungen – vielleicht weil er gerufen wurde. Ansonsten war nichts Ungewöhnliches zu sehen.
Die Ursache für das Verschwinden konnte vom Gericht nicht geklärt werden. Weil kein neuer Wärter gefunden wurde, muss die Lampe nun automatisch arbeiten.

### Hauptakt: „The Cry of the Beast“ – Der Schrei des Tieres
Nun wird die Geschichte als Rückblende aus der Sicht der drei Besatzungsmitglieder im Leuchtturm erzählt. Der sensible Sandy, der ungehobelte Blazes und der frömmelnde Arthur sitzen am Tisch, beten und imitieren das Heilige Abendmahl mit Tee und Haferkeksen. Sie haben die Tür zum Schutz gegen ein Meeresungeheuer verrammelt, vor dem sie sich fürchten. Die Stimmung ist angespannt, da die drei schon seit Monaten auf engem Raum zusammenleben. Arthur geht nach oben, um die Lampe anzuzünden. Die beiden anderen fangen unterdessen mit einem Kartenspiel (Cribbage) an. Eine „Stimme der Karten“ unterbricht sie immer wieder mit mysteriösen Sprüchen, die sie aber nicht zu hören scheinen. Als Arthur zurückkommt, ist er ungehalten über ihr sündhaftes Spiel. Um die Lage zu entspannen, fordert Sandy Blazes auf, ein fröhliches Lied zu singen. Blazes verlangt im Gegenzug, dass die anderen anschließend ebenfalls singen.
Begleitet von einer Fidel, einem Banjo und Bones (Kastagnetten) erzählt Blazes von seiner Jugend in einer Straßenbande. Sein Vater war Alkoholiker und gewalttätig gegenüber der Familie. Im Alter von elf Jahren ermordete Blazes eine alte Frau, um sie auszurauben. Die Polizei hielt seinen Vater für den Täter und verurteilte ihn zum Tode. Sandy gefällt das Lied außerordentlich, doch Arthur würde am liebsten einen Exorzismus durchführen. Jetzt ist Sandy an der Reihe. Sein Lied, das von einem Cello und einem leicht verstimmten Klavier begleitet wird, handelt von seiner Liebeslust mit einem jungen Mädchen – eine Vergewaltigung? Die beiden anderen stimmen in den Gesang an. Auch mit diesem Lied ist Arthur nicht einverstanden. Er trägt als Alternative ein von Klarinette, Blechbläsern und Tamburin begleitetes religiöses Lied über die Israeliten in der Wüste, das Goldene Kalb und das Jüngste Gericht vor.
Inzwischen hat sich dichter Nebel über das Meer gesenkt. Arthur geht nach oben, um das Nebelhorn zu betätigen. Dabei stellt er sich vor, dass irgendwann einmal der Hornruf beantwortet werden wird – „der Schrei des Tieres über die schlafende Welt“. Unten sind Sandy und Blazes beunruhigt wegen des wild tosenden Meeres. Als sie heftiges Klopfen an der Tür hören, werden sie von Halluzinationen geplagt, in denen sie von Geistern der Vergangenheit eingeholt werden. Die von Blazes ermordete alte Frau und seine Eltern verlangen Rache, und das vergewaltigte Mädchen scheint sich in Sandys Schwester zu verwandeln. Arthur kehrt, eine Hymne singend, zurück. Er hat Visionen vom apokalyptischen Tier, dem Antichrist, der in Gestalt des Goldenen Kalbs seine Diener zu sich holen will – alle, die nicht das Zeichen der Rechtschaffenheit an sich tragen. Während er um Rettung betet, nähert sich das Versorgungsschiff. In ihrer Besessenheit halten die Wärter dessen rot-weiße Lampen für die flammenden Augen des Tieres. Arthur glaubt, ihre einzige Chance liege darin, es zu töten. Ihre Stimmen vereinigen sich im Gebet. Das Licht der Schiffsleuchten wird immer heller, bis es das Publikum völlig blendet.
In diesem Moment verwandeln sich die drei Wärter in die Offiziere des Versorgungsschiffs. Alles wird wieder ruhig, und die Offiziere rätseln, was wohl geschehen sein mag – möglicherweise seien die Wärter verrückt geworden oder im Meer ertrunken. Sie beschließen, nichts zu verändern, und ziehen sich zurück. Allmählich wird es dunkel. Die schemenhaften Gestalten der drei Wärter erscheinen und wiederholen ihr Gespräch vom Anfang des Akts. Vom Band ertönen die Schlussworte des Prologs: „Der Leuchtturm ist nun automatisch“. Die Leuchtturm-Lampe geht an und wird immer heller, bis die Musik abbricht.

## Gestaltung
Der Schauplatz der Handlung (die Flannan Isles in den Äußeren Hebriden) liegt wie die Heimat des Komponisten (die Orkney-Inseln) im Norden Schottlands. Davies änderte in seiner Oper den Namen der betroffenen Insel Eilean Mòr in „Fladda“, um die Gefühle etwaiger Verwandten der vermissten Leuchtturmwärter zu schonen.
Die Gesangspartien sind stilistisch äußerst wechselhaft gestaltet. Bei der Gerichtsverhandlung im Prolog handelt es sich um einen rhythmisch betonten synkopischen Sprechgesang. Die drei Lieder im Hauptteil sind dagegen volkstümlich gehalten – ein Strophenlied im Stil des Folk (Blazes), eine viktorianische Ballade (Sandy) und eine Jahrmarkthymne (Arthur). Häufig begleitet das Orchester die Handlung kommentierend mit kurzen Einwürfen. Ein Hauptmotiv des Orchesters ist der Drehung der Leuchtturmlampe zugeordnet. Seine verschiedenen Formen „reflektieren die Unsicherheit zwischen realer Wahrnehmung und visionärem Schein“.
Auch die Instrumentation ist sehr abwechslungsreich. Im Prolog wirkt sie kammermusikalisch. Die drei Lieder sind jeweils (wie schon im Libretto angegeben) unterschiedlich instrumentiert. Dazu gibt es „magische Gespensterklänge“, die sich „zu wirbelnden Turbulenzen verdichten“. Die musikalische und die dramatische Struktur des Werks sind eng miteinander verbunden. In der Musik spielt Zahlensymbolik eine große Rolle, die vom Turm des Tarotspiels abgeleitet ist und in der „Stimme der Karten“ zu Beginn des Hauptakts offen hervortritt. Der Komponist wies darauf hin, dass sich das Cribbage-Spiel dadurch in ein „schicksalhafte[s] Spiel mit Tarotkarten“ verwandele, „bei dem die ganze Macht ihres unheilvollen Einflusses heraufbeschworen“ werde.

### Instrumentation
Die Kammerbesetzung der Oper benötigt zwölf Spieler:
- Flöte (auch Piccoloflöte und Altblockflöte)
- Klarinette in A (auch Bassklarinette in B)
- Horn in F
- Trompete in C
- Posaune
- Schlagzeug (ein Spieler)
  - Marimbaphon
  - vier Pauken
  - Glockenspiel
  - Crotales (zwei Oktaven)
  - Große Trommel
  - Bones (Kastagnetten)
  - kleines Hängebecken
  - Rührtrommel
  - Rototoms
  - Tamburin
  - Maracas
  - Tomtoms (D und F über dem mittleren C)
  - Tamtam
- Solo-Violine (auch Tamtam)
- Solo-Viola (auch zwei Flexatons)
- Solo-Violoncello
- Solo-Kontrabass
- Klavier (auch Celesta, „out of tune“-Pianino, Flexaton und Schiedsrichterpfeife)
- Gitarre (auch Banjo und Große Trommel)

Eine besondere Bedeutung ist dem Horn zugewiesen, dessen Rufe auch im Libretto explizit aufgeführt sind und das innerhalb des Zuschauerraums positioniert werden sollte. Im Prolog übernimmt es die Aufgabe des Fragenstellers, dem die Offiziere anschließend antworten. Auch die Lichteffekte mit den Schiffslampen und dem Leuchtturm selbst sind genauestens vorgegeben, da sie für die Handlung wesentlich sind.

## Werkgeschichte
Peter Maxwell Davies wurde zu der Oper durch das 1978 erschienene Buch Star for Seamen: Stevenson Family of Engineers von Craig Mair inspiriert. Er stellte sie 1979 fertig. Sie war ein Auftragswerk des Edinburgh Festival und wurde am 2. September 1980 im Moray House Gymnasium in Edinburgh unter der Leitung von Richard Duffalo durch das erweiterte von Davies selbst mitbegründete Kammerensemble Fires of London uraufgeführt. Es sangen Neil Mackie (Sandy), Michael Rippon (Blazes) und David Wilson-Johnson (Arthur). Kritiker bezeichneten die Aufführung als „atemberaubend“.
Die deutsche Erstaufführung fand am 12. Mai 1982 im Bremer Concordia in einer Übersetzung von Günther Bauer-Schenk statt. Das Werk fand daraufhin schnell Verbreitung vor allem im deutschsprachigen Raum. Es gab mehr als 80 Produktionen bis zum Jahr 2000, wodurch es zu den erfolgreichsten Opern dieser Zeit gehört. Zu nennen sind beispielsweise die Aufführungen von 1984 in der Musiktheaterwerkstatt Gelsenkirchen (1985 auch als Gastspiel in Rennes) und in der Stockholmer Rotunda sowie 1985 in Göteborg, Tampere und Perth. Am Opernhaus Halle wurde es 2002 inszeniert. Gründe für diesen Erfolg sind zum einen die kleine Besetzung mit nur drei Solosängern, die das Werk für Studio- und Tourneetheater prädestiniert, und zum anderen die sorgfältig zu einem „beklemmenden Ganzen“ ausgearbeitete kompositorische Struktur und die Handlung, die Elemente der populären Kriminal- und Gespenstergenres in sich vereint. Der Musikkritiker Ulrich Schreiber bezeichnete das Werk als „kombinierende Fortführung von Brittens Billy Budd und The Turn of the Screw.“

## Aufnahmen
- 22. Februar 1994 (live, konzertant aus Manchester): Peter Maxwell Davies (Dirigent), Mitglieder des BBC Philharmonic. Neil Mackie (Sandy), Christopher Keyte (Blazes), Ian Comboy (Arthur). Collins Classics 14152.[6]